# Pilar (Bataan)
Pour les articles homonymes, voir Pilar.
Pilar est une municipalité de la province de Bataan.

## Divisions administratives
On compte 19 barangays:
| - Ala-uli - Bagumbayan - Balut I - Balut II - Bantan Munti - Burgos - Del Rosario (Pob.) - Diwa - Landing - Liyang | - Nagwaling - Panilao - Pantingan - Poblacion - Rizal (Pob.) - Santa Rosa - Wakas North - Wakas South - Wawa |

## Monuments
La croix du souvenir de Dambana ng Kagitingan avec 94 mètres de hauteur, est la deuxième plus grande croix du monde.